# Lac Lapeyrère
Lac Lapeyrère är en sjö i Kanada.   Den ligger i regionen Capitale-Nationale och provinsen Québec, i den sydöstra delen av landet, 300 km nordost om huvudstaden Ottawa. Lac Lapeyrère ligger 309 meter över havet. Arean är 5,5 kvadratkilometer. Den sträcker sig 5,9 kilometer i nord-sydlig riktning, och 3,9 kilometer i öst-västlig riktning.
I omgivningarna runt Lac Lapeyrère växer i huvudsak blandskog. Trakten runt Lac Lapeyrère är nära nog obefolkad, med mindre än två invånare per kvadratkilometer.